# Montana Blues
Pour plus de détails, voir Fiche technique et Distribution.
Montana Blues est un film français réalisé par Jean-Pierre Bisson, sorti en 1995.

## Fiche technique
- Titre : Montana Blues
- Réalisation : Jean-Pierre Bisson
- Scénario : Jean-Pierre Bisson
- Photographie : Guillaume Schiffman
- Son : Guillaume Sciama
- Montage : Nicole Lubtchansky
- Musique : Jean-Marie Sénia
- Société de production : Les Films de l'Atalante
- Pays de production :  France
- Durée : 100 minutes
- Date de sortie : 
  - France : 20 septembre 1995

## Distribution
- Jean-Pierre Bisson : Tom
- Garance Clavel : Sara
- Frank Nicotra : Théo
- Valeria Bruni Tedeschi : Stella
- Jeanne Marine : Patty
- Serge Merlin : le Macédonien